# Pelayo Seguros
Pelayo Mutua de Seguros es una mutua a prima fija dedicada a la actividad aseguradora en España. Ofrece productos aseguradores de los ramos de automóviles, patrimoniales, accidentes, vida, responsabilidad civil o asistencia sanitaria.) Se fundó el 7 de abril de 1933 por un grupo de industriales que dedicaban sus vehículos al servicio público y que crearon una sociedad a la que denominaron Mutua de Automóviles de Alquiler de Madrid. Su presidente actual en 2022 es Francisco Lara Martín.
Pelayo contaba, a cierre de 2024, con más de 845.000 mutualistas (845.118), con una cartera de más de un millón y doscientas mil pólizas (1.208.909), y los ingresos del Grupo por primas alcanzaron más de 500 millones de euros (563,8), obteniendo un beneficio neto de 18,5 millones de euros.

## Empresas del Grupo

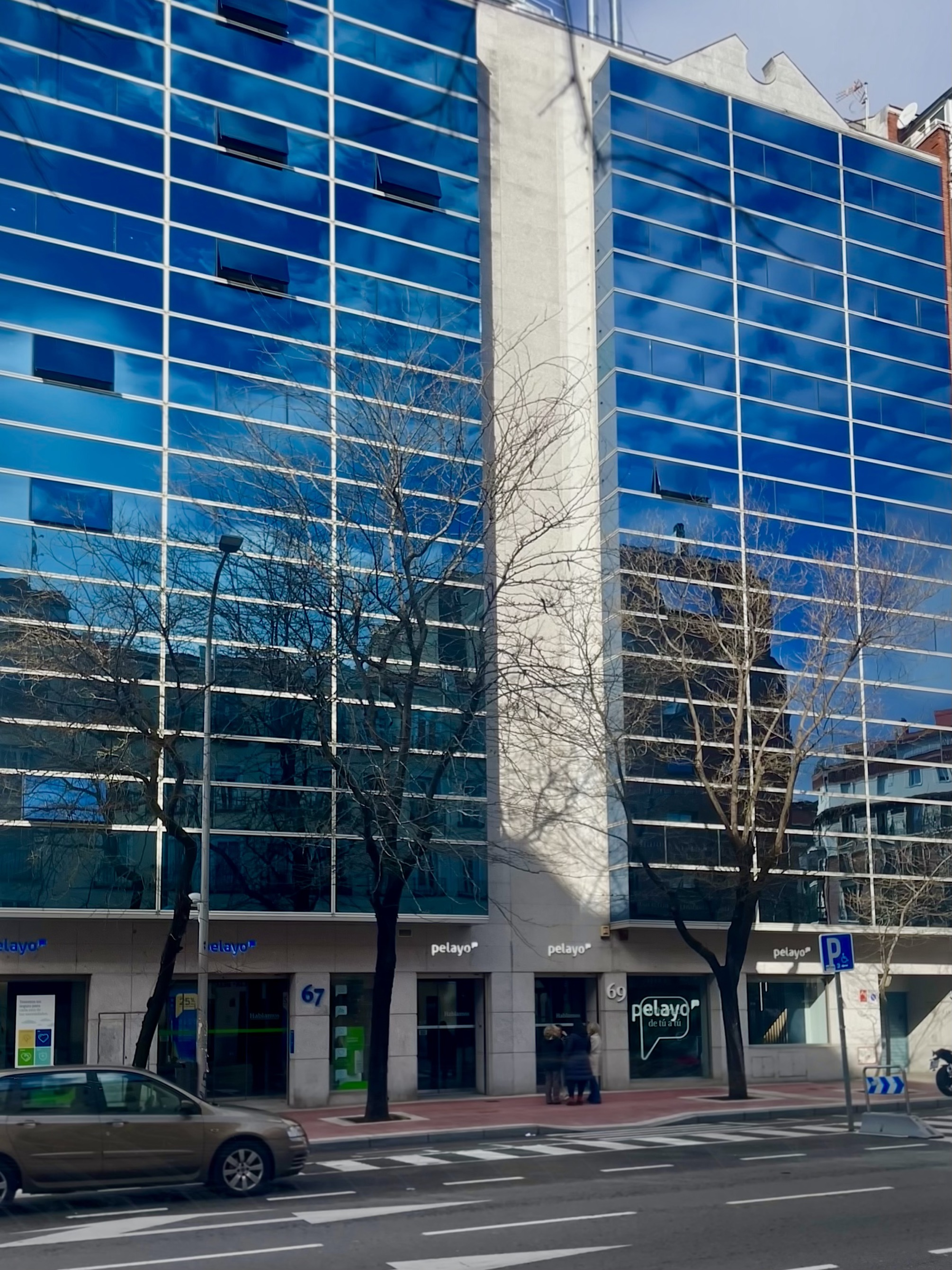
Oficinas centrales del Grupo Pelayo, en el corazón de Chamberí, en Madrid

El Grupo Pelayo está integrado por las siguientes sociedades filiales:
Pelayo Vida S.A. es una compañía participada al 50% por Santa Lucía y por Pelayo Mutua de Seguros, que tiene como objetivo proporcionar seguros de vida y pensiones a los mutualistas y clientes de Grupo Pelayo.
Agencia Central de Seguros S.A: se dedica a la comercialización de seguros utilizando como canal de distribución sus oficinas propias. La sociedad se orienta a la búsqueda de la calidad en la atención al cliente.
'Nexia 24. S.A': participa en otras sociedades cuyo ámbito de actividad sea diferente al del Grupo. Entre las sociedades destaca Km 77 (realiza actividades informativas sobre el mundo del motor) y Producciones Medioambientales (dedicada a la producción y comercialización de electricidad a través de fuentes renovables).
Pelayo Servicios Auxiliares de Seguros A.I.E: Esta asociación es titular del Contact Center del Grupo, el cual se encarga de la coordinación de todos los servicios gestionados a través del canal telefónico y de Internet a los asegurados y potenciales clientes.
AgroPelayo: es una sociedad participada al 50% por Pelayo Mutua de Seguros y Agromutua, dedicada al negocio agrario, con una posición de liderazgo dentro del sector. Esta fusión se hizo efectiva el 1 de enero de 2016.

## Fundación Pelayo y Responsabilidad Social
La Fundación Pelayo nació en 2005. La Fundación coordina la acción solidaria y el voluntariado del Grupo, ha centrado su ámbito de actuación prioritario en temas de infancia, principalmente en educación y sanidad.  
La Fundación está compuesta por distintas personalidades de nuestro país, como son: D. Marcelino Oreja Aguirre, Dña. Cristina Garmendia Mendizábal, Dña. Anna M. Birulés Bertrán o D. Vicente del Bosque González. La Fundación realiza su actividad principal  a través de dos vías, el concurso anual de proyectos de ONG´s y el concurso anual de proyectos de empleados. Desde la Fundación se ha querido acercar a los clientes de Pelayo a la vertiente solidaria de la entidad. 
Los proyectos que realiza la Fundación Pelayo son de diversa índole, pero siempre orientados al beneficio de la infancia y la juventud, tanto a nivel nacional como internacional, cobrando una gran relevancia los proyectos centrados en educación y sanidad. Durante 2019 se realizaron proyectos sociales con Cruz Roja, Fundación Aladina, Fundación Manantial, Mensajeros de la Paz, Por la Sonrisa de un Niño, Asociación Talismán o Fundación Down Madrid, destinando un total de 316.000 euros.
Uniendo el compromiso con la sociedad, el deporte y la mujer, es interesante destacar un proyecto de gran relevancia en los últimos seis años: El Reto Pelayo Vida
El Reto Pelayo Vida es una aventura que se celebra anualmente, desde 2015, donde cinco mujeres que han superado un cáncer se enfrentar a otro reto en la naturaleza (Ascenso al Kilimanjaro, Cruzar el océano Atlántico a Vela, Caminar 200 km por el Polo Norte, rodar en bicicleta por el valle del Annapurna, subir al Nevado Sajama en Bolivia o dar la vuelta a España a vela), para mandar un mensaje de ilusión y esperanza a todas aquellas personas afectadas de un modo u otro por la enfermedad. Esta acción se lleva a cabo con el apoyo y bajo el amparo del proyecto Universo Mujer, y en colaboración con distintas federaciones y asociaciones, como son: la Federación de baloncesto y la Asociación Española contra el Cáncer.

## Deporte y Selección

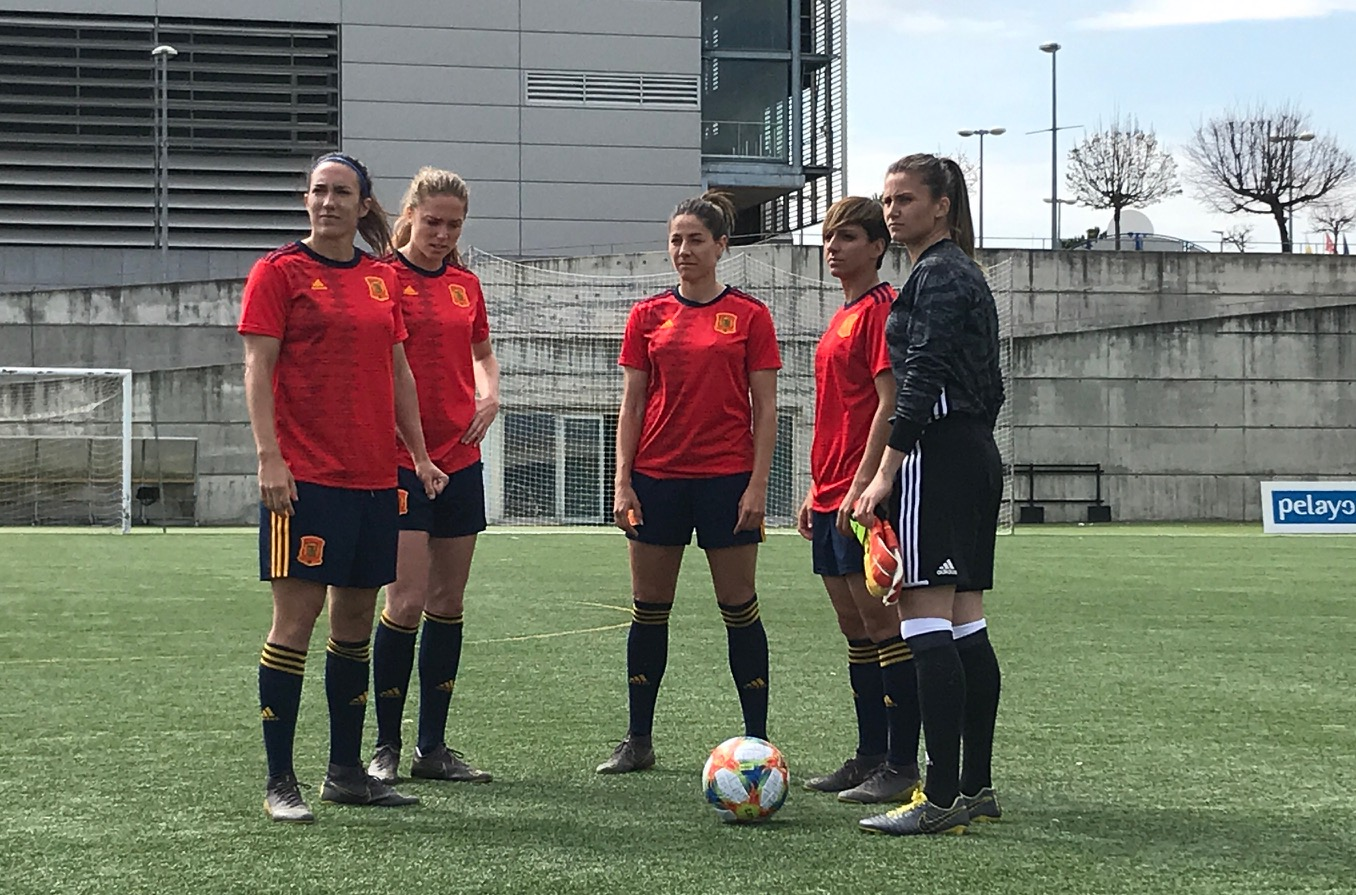
Jugadoras de la Selección Femenina, durante un evento con la aseguradora.

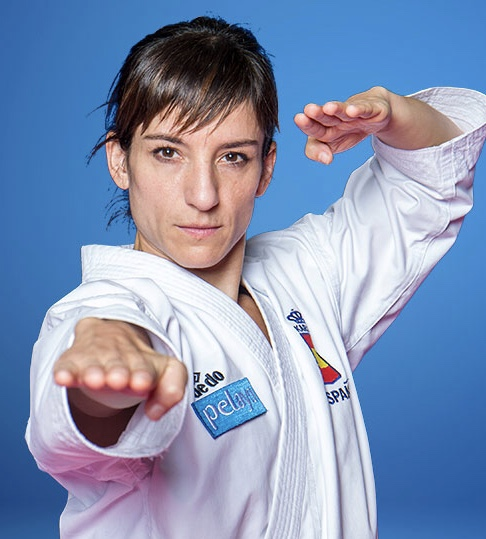
Sandra Sánchez, campeona del mundo de karate y embajadora de la aseguradora Pelayo

Pelayo destaca por su compromiso con el deporte y los valores del mismo.  Desde 2008 ha sido patrocinador de la selección española de fútbol habiendo renovado el patrocinio en 2014 y marzo de 2019. Del mismo modo, hay un compromiso muy elevado con el deporte femenino, con objeto de ayudar a su crecimiento y reconocimiento, siendo esta aseguradora patrocinadora también de la selección española femenina de fútbol. 
Pelayo contó durante muchos años como embajador de marca con el entrenador, y seleccionador nacional de fútbol, D. Vicente del Bosque González hasta su retirada, siendo en 2016 una de las personalidades más conocidas, formando parte de los diez primeros rostros más queridos y valorados por los españoles, según la empresa Personality Media. Con el objetivo de continuar con embajadores de marca, y siguiendo la asociación del deporte femenino, la aseguradora decidió en 2018 patrocinar a Sandra Sánchez, actual campeona del mundo de Kárate, embajadora de Universo Mujer 2018, y mejor karateka de la historia, por parte de la Federación Internacional de Kárate.

## Premio Pelayo
Pelayo mantiene un compromiso especial con las iniciativas destinadas al mundo jurídico y sus representantes, por el papel decisivo que desempeñan en el buen funcionamiento de la sociedad. El Premio Pelayo para Juristas de Reconocido Prestigio es un galardón con el que el Grupo quiere reconocer a una personalidad distinguida, por fortalecer los valores de la Justicia en beneficio de la sociedad.  
El galardón de la última edición (2024) ha correspondido a D. Miquel Roca Junyent, abogado, y uno de los siete padres de la Constitución española de 1978. por su larga y fructífera trayectoria en el ámbito jurídico y su gran contribución a la sociedad española. 
Además de D. Miquel los galardonados de las ediciones anteriores han sido: 
D. Pacual Sala Sánchez, exmagistrado y expresidente del Tribunal Constitucional. Edición 2023 
Dª María Luisa Segoviano Astaburuaga, magistrada del Tribunal Supremo. Edición 2022 
Dª Araceli Mangas Martín, Catedrática de Derecho Internacional Público y Relaciones Internacionales. Edición 2021. 
D. Tomás de la Quadra-Salcedo Fernández del Castillo, Exministro de Administración Territorial y Catedrático de Derecho Administrativo de la Universidad Carlos III de Madrid. Edición 2020. 
D. Antonio Garrigues Walker, jurista y presidente de honor del despacho de abogados Garrigues. Edición 2019. 
Dª. Encarnación Roca Trías, Vicepresidenta del Tribunal Constitucional. Edición 2018.
D. Antonio Hernández-Gil Álvarez-Cienfuegos, catedrático de Derecho Civil en la UNED. Edición 2017.
D. Eduardo Torres-Dulce Lifante: exfiscal general del Estado. Edición 2016.
D. Fernando Ledesma Bartret: consejero Permanente-Presidente de la Sección Cuarta del Consejo de Estado. Edición 2015.
D. Manuel Olivencia Ruiz: catedrático Emérito de Derecho Mercantil de la Universidad de Sevilla. Edición 2014.
D. Miguel Rodríguez-Piñero y Bravo-Ferrer: consejero Permanente-Pdte. Sección 2.ª del Consejo de Estado. Edición 2013.
D. Juan Antonio Ortega Díaz-Ambrona: consejero Electivo de Estado. Edición 2012.
D. Francisco Rubio Llorente: expresidente Consejo de Estado. Edición 2011.
D. Gregorio Peces-Barba Martínez: catedrático Filosofía del Derecho. Edición 2010.
D. Juan Antonio Xiol Ríos: Pdte. Sala 1.ª Tribunal Supremo. Edición 2009.
D. Joaquín Ruiz-Giménez Cortés: primer Defensor del Pueblo Español. Edición 2008.
D. Miguel Herrero y Rodríguez de Miñón: letrado Mayor del Consejo de Estado. Edición 2007.
Dª. Mª Emilia Casas Bahamonde: Pdta. Tribunal Constitucional. Edición 2006.
D. Manuel Díez de Velasco Vallejo: catedrático de Derecho Internacional. Edición 2005.
D. Manuel Albaladejo García: catedrático de Derecho. Edición 2004.
D. Landelino Lavilla Alsina: consejero Permanente Consejo de Estado. Edición 2003.
D. Manuel Jiménez de Parga y Cabrera: catedrático de Derecho Político y Constitucional. Edición 2002.
D. Fernando Garrido Falla: magistrado del Tribunal Constitucional. Edición 2001.
D. Manuel Alonso Olea: catedrático de Derecho del Trabajo y S. Social. Edición 2000.
D. Aurelio Menéndez Menéndez: catedrático de Derecho Mercantil. Edición 1999.
D. Eduardo G.ª de Enterría y Martínez-Carande: catedrático de Derecho Administrativo: Edición 1998.
D. Rafael Martínez Emperador: magistrado del Tribunal Supremo: Edición 1997.
D. Enrique Ruiz Vadillo: magistrado del Tribunal Constitucional. Edición 1996.
D. Fernando Sánchez Calero: catedrático de Derecho Mercantil. Edición 1995.

## Premios y reconocimientos
Pelayo obtuvo en 2021 el sello Great Place to Work, como un excelente lugar para trabajar, así como el sello Best Workplaces, como una de las 50 mejores empresas para trabajar en España.
Pelayo renovó en 2021 el certificado efr como Empresa Familiarmente Responsable, otorgada por Fundación Másfamilia y avalada por el Ministerio de Sanidad y Política Social. La Mutua es una de las pocas aseguradoras españolas que disponen de este certificado, que distingue a las empresas que desarrollan políticas dirigidas a conciliar la vida personal/familiar y profesional de sus empleados.
El Grupo mantiene el sello de calidad Madrid Excelente que la Comunidad de Madrid le concedió en 2008 por su relación con empleados, clientes y sociedad.
Pelayo Servicios Auxiliares de Seguros ha renovado el sello Bequal Plus, que distingue a las organizaciones que establecen políticas inclusivas con las personas con discapacidad.
La revista Actualidad Económica concedió a Pelayo el premio 100 Mejores Ideas, en la categoría de Responsabilidad Social Corporativa, por su iniciativa "Días sin Cole", una medida de conciliación en los días no lectivos.
En la  XXIII edición de los Premios ComputerWorld, Pelayo recibió el galardón a la innovación en el sector asegurador, por su trabajo en una nueva plataforma de gestión de seguros agrarios.
El Contact Center de Pelayo renovóo la certificación de Calidad UNE-EN ISO 9001:2015 de AENOR, así como la certificación de Accesibilidad Universal UNE 170001-2:2007 de AENOR, en sus Contact Centers de Madrid y Ávila, así como en el edificio de sus servicios centrales.
El Reto Pelayo Vida Polar 2017 recibió el reconocimiento de la NASA por la preservación del medioambiente y por dar difusión a la protección de los polos. 
José Boada, Presidente del Grupo Pelayo hasta 2021, fue distinguido con la condecoración de la Medalla de Oro 2012 de Cruz Roja, por su compromiso con las causas sociales